# Vladimir Marković (izumitelj)
Vladimir Markovič     slovenski izumitelj, * 4. oktober 1948, Beograd, Jugoslavija, † 15. oktober 2013, Ljubljana, Slovenija.

## Življenje in delo
Vladimir Marković se je rodil v Beograd materi Andrijani Grgurevič (1928–2004), ki je bila prevajalka (Društvo znastvenih in tehničnih prevajalcev Slovenije http://dztps.si/sl/domov) in očetu Dušanu Markoviću. Skupaj s sestro Jeleno Marković (1945)  (slovenska balerina http://sigledal.org/geslo/Kategorija:Baletniki_in_plesalci) sta bila v življenju razpeta med  Ljubljana in Beograd. Mama Andreja Marković (rojena Grgurevič)  se je z njim in sestro Jeleno, po razvezi preselila nazaj v Ljubljano, oče Dušan pa je z novo družino (brat Zoran Marković) ostal v Beogradu. Vladimir se je že kot otrok navduševal nad dedkovimi izumi in tehniko. Dedek je bil njegov vzornik, zato je kot otrok večino svojega prostega časa preživel v njegovi delavnici, kjer je dedek popravljal lokomotive za Avstro-Ogrska in kasneje Jugoslavija.
Njegovo življenje pa je bilo močno prepleteno tudi z umetnostjo. Njegova sestra Jelena, si je kariero ustvarila kot balerina, zato je ves čas živel in odraščal tudi pod vplivom sestrinih baletnih angažmajev v tujini. Sam je igral kitaro, orglice, pisal pesmi in treniral boks.
Leta 1970 se je poročil z Ano Pirnat, rodili sta se jima dve hčeri, Lena Marković (l. 1971) in Nataša Markovič (l. 1978), ki je danes prodorna novinarka Nacionalne televizije (RTVSLO). Samo leto po poroki je doživel hudo prometno nesrečo, katero je komaj preživel. Dve leti je nepremično preležal v mavcu, zato je večino časa izkoristil za branje, pisanje in izobraževanje. Poškodbe so bile tako hude, da je potreboval precej časa, da se je zopet postavil na noge, ostale so mu tudi hude poškodbe pljuč in ker je bil fizično precej omejen, tudi zaradi poškodbe noge, je izgubil voljo do športa, zato je začel le študirati in izumljati.
V svojem življenju je Vladimir Markovič patentiral več kot 100 izumov s področja tehnike.
Leta 1971 pri komaj 23 letih, je med okrevanjem napisal logično Mesečevo teorijo, ki so jo objavili v reviji Življenje in tehnika.
Leta 1974 je patentiral Izum z naslovom "Pridobivanje visokonapetostne iskre za vžig motorja z notranjim izgorevanjem na principu piezoelektričnega efekta". Njegovi kasnejši izumi vrtalne naprave ("prebijalna vrtalna naprava" ) pa so ga ponesli v svet. Za ugledne naročnike je razvijal, testiral in montiral svoje naprave na različnih kontinentih: Mehiki, Indiji, Nigeriji, Jordaniji, Savdski Arabiji, Emiratih. Delal je za svetovno znana podjetja kot so UNESCO water division, za nemški Messerschmid, v nemškem Hamburg pa je imel več let tudi svojo pisarno. V Jugoslavijo se je vrnil po nekaj letih bivanja v tujini. Bil je pod vplivom nemškega poslovnega sveta, etičnih postulatov in nemške tehnične natančnosti. 
Še pred vrtalnimi napravami, leta 1975, je svoje tehnično znanje preusmeril tudi v medicino. Istega leta je namreč izumil in patentiral invalidski voziček za vožnjo po stopnicah, kasneje pa je, kot prvi na svetu, patentiral gonilnik "Kuli" za hemiplegike. Te izume je začel izdelovati po letu 1990, ko se je dokončno vrnil iz tujine v novonastalo državo Slovenijo. V Sloveniji je delal za podjetje Avtocommerce in Inštitut Jožef Stefan, kasneje se je podal na samostojno podjetniško pot. Ko je po osamosvojitvi žalostno opazoval propad vodilnih slovenskih proizvodnih podjetij, ki so klonile pod težo globalizacije in konkurenčnosti je bil prepričan, da je treba proizvodnjo vrniti v Slovenijo. Tako je vso svojo energijo usmeril v razvoj in proizvodnjo invalidskih vozičkov. 
Za več prijavljenih patentov na invalidskih vozičkih je bil večkrat nagrajen: (http://www.eurekanetwork.org/content/brussels-innova Arhivirano 2018-02-13 na Wayback Machine.). Dobil je povabilo za prodajo "know-how tehnologije in proizvodnje v Ameriki, a je povabilo zavrnil, saj je sanjal, da bo naredil svetovno znan "slovenski izdelek".
A načrti, ki jih je imel s proizvodnjo v Sloveniji, so splavali po vodi zaradi različnih vzrokov. V mnogih televizijskih prispevkih  POP TV, RTV Slovenija TV Pika Planet TV je trdil in dokazoval, da se v zameno za podkupnine predpisujejo dragi in kakovostno vprašljivi invalidski vozički v prid multinacionalkam. Že med letoma 2008 in 2009 je govoril o korupciji v slovenskem zdravstvu, o načrtnem odtekanju denarja točno določenim dobaviteljem, ki služijo na račun države z vprašljivo medicinsko opremo, kar so skoraj desetletje kasneje ugotavljali slovenski mediji. V ozadju teh spornih poslov je dokazoval, da so podjetja povezana z vrhom slovenskega zdravstva, politiko in mediji. 
Svoje tehnično znanje je tudi zaradi razočaranja nad dogajanjem v Sloveniji, preusmeril v druge izume. Predvsem se je ves čas življenja ukvarjal tudi z okoljskimi temami, ki so mu bile blizu. Zanimala ga je vodo in njena energija. Zadnja leta življenja je tako posvetil vodni turbini, ki je izkoriščala njeno moč za pridobivanje elektrike. Želel je rešiti problem suše, namakanja ter čiščenja rek z aeratorjem. Njegove smele načrte s projektom turbine je dne 15.10. 2013 prekinila nanadna smrt.
Za njim je ostala dediščina njegovih izumov, TV prispevki, zapisi, pesmi, glasba in knjiga, ki jo napisal, a še ni objavljena. Vse svoje izume je že nekaj let pred smrtjo zbral na svoji spletni strani www.izumi.si, kjer so objavljena vsa njegova dela in dokazi o patentih, ki jih je patentiral še v času svojega življenja.